# Неоромантична драма
Неоромантична драма  је жанр драме који има за циљ афирмисање идеалистичких, поетских и плементих вредности у појединцу.
Неоромантинча драма се појављује током XIX столећа, као одговор на натурализам.